# Symplecta irata
Symplecta irata är en tvåvingeart som först beskrevs av Alexander 1949.  Symplecta irata ingår i släktet Symplecta och familjen småharkrankar. Inga underarter finns listade i Catalogue of Life.